# Josef Illing
Josef Robert Illing (geboren  28. Oktober 1895 in Buškovice, Österreich-Ungarn; gestorben 17. Mai 1945 in Lidice) war ein sudetendeutscher Politiker.

## Leben
Josef Illing war Fachlehrer in Buškovice und wurde zum Regierungsschulrat befördert. Illing wurde Mitglied und Funktionär der SdP. Er wurde 1935 als Abgeordneter der SdP in das Tschechoslowakische Abgeordnetenhaus gewählt. Nach dem Münchener Abkommen 1938 und der Okkupation des Sudetenlandes durch das Deutsche Reich verfiel sein Mandat.
Nach Kriegsende wurde Illing von den Tschechen inhaftiert und möglicherweise in einem Internierungslager in Lidice von Tschechoslowaken ermordet. Illing wurde 1950 vom Amtsgericht Schweinfurt für tot erklärt.